# Зусманович, Григорий Моисеевич
Григо́рий Моисе́евич Зусмано́вич (29 июня 1889 года — июль 1944 года) — генерал-майор, командующий тылом 6-й армии Юго-Западного фронта. Во время Великой Отечественной войны вышел из окружения с частью вверенных ему войск. Один из двух советских генералов-евреев, попавших в плен к немцам. Боевые соратники ласково называли его «еврейским сыном русского народа».

## Биография до войны
Родился 29 июня 1889 г. в селе Хортица Екатеринославской губернии в еврейской семье ремесленника. Окончил 4 класса сельской школы. Работал в Харькове, Бердянске, Павлограде грузчиком, смазчиком, вальцовщиком на мельницах. С 1910 по 1917 год служил в царской армии. С 1914 года — старший унтер-офицер. Участвовал в Первой мировой войне. В декабре 1917 года вступил в Красную гвардию, в феврале 1918 — в Красную армию. В 1918 году был комиссаром и командиром продовольственно-реквизиционной армии Наркомпрода РСФСР. В 1918—1919 гг. — член РВС Резервной Армии. В 1919 году стал командиром 47-й стрелковой дивизии 12-й армии на Южном фронте, затем командиром 2-й Тульской стрелковой дивизии. В 1920 году был военным комиссаром Орловского военного округа, в 1921—1922 годах — Дагестанской республики, затем до 1925 года — Ставропольского края и Донского округа.
В 1926 году прошёл курсы усовершенствования высшего командного состава при Военной академии имени М. В. Фрунзе, с 26 июля 1926 г. по 15 марта 1928 года работал начальником Территориального управления Ленинградского военного округа в Автономной Карельской ССР. Избирался членом ЦИК VII созыва Автономной Карельской ССР.
В 1928 году работал военкомом Карачаевской республики. С 1928 по 1935 год был командиром и комиссаром 2-й Украинской конвойной дивизии Украинского военного округа. 26 ноября 1935 года получил звание комдива. С 1935 по 1937 годы командовал 45-й стрелковой дивизией в Киевском военном округе, будучи одновременно комендантом Новоград-Волынского укреплённого района. В 1937—1940 годах служил в Закавказском военном округе начальником тыла и начальником снабжения округа. 4 июня 1940 года Зусмановичу было присвоено звание генерал-майор. Работал в течение года старшим преподавателем и помощником начальника интендантской академии (Военной академии тыла). Репрессий 1930-х годов по некоторым данным избежал, по другим данным — был репрессирован в 1938—1939 гг.

## Великая Отечественная война
В сентябре 1941 года стал заместителем по тылу командующего 6-й армии Юго-Западного фронта. В ходе Киевской оборонительной операции армия была окружена. Зусманович вышел из окружения с группой солдат. Остался начальником тыла восстановленной армии, участвовал в Донбасской и Барвенково-Лозовской операциях Юго-Западного фронта. В Харьковском сражении в мае 1942 года армия вместе с остальными войсками фронта была окружёна восточнее Краснограда. В бою был ранен в ногу и не мог двигаться, из-за чего попал в плен. Летом и осенью 1942 года содержался в отдельном генеральском блоке во Владимир-Волынске. 
Лежал в немецком госпитале в польском городе Холм, затем там же находился в лагере военнопленных. В 1942 году был вывезен в Германию, в лагерь Хаммельбург. За отказ сотрудничать с гитлеровцами был переведён в тюрьму Нюрнберг, а затем в крепость Вайсенбург. Скончался в Освенциме в июле 1944 года.

## Награды
- Орден Красного Знамени (1924)
- Орден Трудового Красного Знамени Украинской ССР (1932)